# Steve Morabito
Steve Morabito (Monthey, Suíça, 30 de janeiro de 1983) é um ciclista suíço que foi profissional entre 2006 e 2019.
Estreia como profissional no ano 2006 com a equipa Phonak. Em 2007 alinhou pela equipa ProTour Astana, em 2010 assinou com o BMC Racing Team e em 2015 uniu-se ao FDJ.
A inícios de 2019 anunciou que esse ia ser seu último ano como profissional.

## Palmarés
- 2006
  - 1 etapa na Volta à Suíça

- 2007
  - 2 etapas do Herald Sun Tour

- 2011
  - 2.º no Campeonato da Suíça em Estrada

- 2014
  - 3.º no Campeonato da Suíça em Estrada

- 2015
  - 3.º no Campeonato da Suíça Contrarrelógio

- 2016
  - 3.º no Campeonato da Suíça em Estrada

- 2018
  - Campeonato da Suíça em Estrada

## Resultados em Grandes Voltas e Campeonatos do Mundo
| Corrida            | Corrida            | 2006 | 2007 | 2008 | 2009 | 2010 | 2011 | 2012 | 2013 | 2014 | 2015 | 2016 | 2017 | 2018 | 2019 |
| ------------------ | ------------------ | ---- | ---- | ---- | ---- | ---- | ---- | ---- | ---- | ---- | ---- | ---- | ---- | ---- | ---- |
|                    | Giro d'Italia      | —    | 83.º | Ab.  | 88.º | —    | —    | —    | 34.º | 25.º | —    | —    | 53.º | 79.º | —    |
|                    | Tour de France     | —    | —    | —    | —    | 51.º | 49.º | —    | 35.º | —    | Ab.  | 36.º | —    | —    | —    |
|                    | Volta a Espanha    | 84.º | —    | —    | —    | —    | —    | 35.º | —    | Ab.  | —    | —    | —    | —    | 67.º |
| Mundial em Estrada | Mundial em Estrada | —    | —    | —    | —    | 59.º | —    | 67.º | —    | —    | —    | —    | —    | 60.º | —    |

—: não participa

Ab.: abandono

## Equipas
- Phonak (2006)
- Astana (2007-2009)
- BMC Racing Team (2010-2014)
- FDJ (2015-2019)
  - FDJ (2015-2018)
  - Groupama-FDJ (2018-2019)